# Fimbulwinter
Fimbulvetr (em nórdico antigo), fimbulvetur (em islandês) ou fimbulvinter (em dinamarquês, norueguês e sueco), na Mitologia Nórdica, é o prelúdio imediato para os eventos do Ragnarök (o "fim do Mundo"). O termo inglês "fimbulwinter" designa um período de "três invernos sucessivos, sem nenhum intervalo de verão", durante os quais a neve cai incessantemente, vinda de todas as direções, e uma série de inúmeras guerras assola a humanidade, levando irmãos a matar irmãos. Na Dinamarca, Noruega, Suécia e outros países nórdicos, o termo também é usado para se referir a um frio incomum e/ou um inverno rigoroso.
A palavra islandesa fimbulvetr significa "inverno terrível durante vários anos, antecedendo o fim do Mundo", e deriva de fimbul (longo) e vetr (inverno). Segundo o terceiro poema da Edda poética de Esnorro Esturleu, teria durado três anos. Na discussão e debate sobre este mito nórdico antigo, há a assinalar que hoje em dia geólogos e geógrafos confirmam ter havido uma mudança climática, por volta de 536-540. Duas enormes erupções vulcânicas levaram enormes quantidades de partículas de enxofre até à alta atmosfera, refletindo os raios de sol e causando trevas durante vários anos. Um período muito frio atingiu a Europa e a Ásia, e com especial severidade a Península da Escandinávia durante uns 100 anos, causando aí más colheitas e fome generalizada, e provocando possivelmente a morte de metade da população e o abandono de inúmeros povoados.
Isto faz pensar na possibilidade de o mito ser um eco longínquo de uma catástrofe climática, ocorrida na Idade do Ferro, alterando o clima dos países nórdicos, até aí consideravelmente mais quentes.